# Bóng chuyền tại Đại hội Thể thao châu Á 2010 - Nam
Giải bóng chuyền nam tại Đại hội Thể thao châu Á 2010 là sự kiện lần thứ 14, tổ chức bởi cơ quan quản lý châu Á, AVC. Diễn ra ở Quảng Châu, Trung Quốc từ 13 đến 26 tháng 11 năm 2010.

## Kết quả
Tất cả thời gian theo giờ chuẩn Trung Quốc (UTC+08:00)

### Vòng loại

#### Bảng A
|      |                   |     | Trận | Trận | Điểm | Điểm | Điểm  | Set | Set | Set   |
| Hạng | Đội               | Pts | W    | L    | W    | L    | Tỉ lệ | W   | L   | Tỉ lệ |
| ---- | ----------------- | --- | ---- | ---- | ---- | ---- | ----- | --- | --- | ----- |
| 1    | Trung Quốc        | 6   | 3    | 0    | 268  | 220  | 1.218 | 9   | 2   | 4.500 |
| 2    | Thái Lan          | 5   | 2    | 1    | 305  | 300  | 1.017 | 7   | 7   | 1.000 |
| 3    | Pakistan          | 4   | 1    | 2    | 283  | 308  | 0.919 | 6   | 8   | 0.750 |
| 4    | Đài Bắc Trung Hoa | 3   | 0    | 3    | 254  | 282  | 0.901 | 4   | 9   | 0.444 |

| Ngày        | Thời gian |                   | Điểm |                   | Set 1 | Set 2 | Set 3 | Set 4 | Set 5 | Tổng    | Nguồn   |
| ----------- | --------- | ----------------- | ---- | ----------------- | ----- | ----- | ----- | ----- | ----- | ------- | ------- |
| 13 tháng 11 | 18:00     | Đài Bắc Trung Hoa | 2–3  | Thái Lan          | 23–25 | 25–17 | 25–21 | 13–25 | 9–15  | 95–103  |         |
| 13 tháng 11 | 20:00     | Trung Quốc        | 3–1  | Pakistan          | 20–25 | 25–13 | 25–19 | 25–15 |       | 95–72   |         |
| 14 tháng 11 | 16:00     | Pakistan          | 2–3  | Thái Lan          | 19–25 | 30–28 | 20–25 | 25–18 | 13–15 | 107–111 |         |
| 14 tháng 11 | 20:00     | Trung Quốc        | 3–0  | Đài Bắc Trung Hoa | 25–18 | 25–18 | 25–21 |       |       | 75–57   |         |
| 16 tháng 11 | 16:00     | Đài Bắc Trung Hoa | 2–3  | Pakistan          | 18–25 | 25–21 | 25–18 | 22–25 | 12–15 | 102–104 | Báo cáo |
| 17 tháng 11 | 18:00     | Trung Quốc        | 3–1  | Thái Lan          | 25–19 | 21–25 | 25–22 | 27–25 |       | 98–91   | Báo cáo |

#### Bảng B
|      |            |     | Trận | Trận | Điểm | Điểm | Điểm  | Set | Set | Set   |
| Hạng | Đội        | Pts | W    | L    | W    | L    | Tỉ lệ | W   | L   | Tỉ lệ |
| ---- | ---------- | --- | ---- | ---- | ---- | ---- | ----- | --- | --- | ----- |
| 1    | Hàn Quốc   | 6   | 3    | 0    | 225  | 148  | 1.520 | 9   | 0   | MAX   |
| 2    | Ấn Độ      | 5   | 2    | 1    | 232  | 222  | 1.045 | 6   | 4   | 1.500 |
| 3    | Kazakhstan | 4   | 1    | 2    | 236  | 252  | 0.937 | 4   | 7   | 0.571 |
| 4    | Việt Nam   | 3   | 0    | 3    | 175  | 246  | 0.711 | 1   | 9   | 0.111 |

| Ngày        | Thời gian |            | Điểm |            | Set 1 | Set 2 | Set 3 | Set 4 | Set 5 | Tổng  | Nguồn   |
| ----------- | --------- | ---------- | ---- | ---------- | ----- | ----- | ----- | ----- | ----- | ----- | ------- |
| 13 tháng 11 | 16:00     | Hàn Quốc   | 3–0  | Việt Nam   | 25–12 | 25–10 | 25–16 |       |       | 75–38 |         |
| 14 tháng 11 | 18:00     | Ấn Độ      | 3–1  | Kazakhstan | 24–26 | 25–23 | 25–18 | 25–21 |       | 99–88 |         |
| 15 tháng 11 | 16:00     | Việt Nam   | 1–3  | Kazakhstan | 19–25 | 25–21 | 11–25 | 23–25 |       | 78–96 |         |
| 15 tháng 11 | 18:00     | Hàn Quốc   | 3–0  | Ấn Độ      | 25–19 | 25–20 | 25–19 |       |       | 75–58 |         |
| 16 tháng 11 | 18:00     | Ấn Độ      | 3–0  | Việt Nam   | 25–20 | 25–16 | 25–23 |       |       | 75–59 | Báo cáo |
| 17 tháng 11 | 16:00     | Kazakhstan | 0–3  | Hàn Quốc   | 16–25 | 14–25 | 22–25 |       |       | 52–75 | Báo cáo |

#### Bảng C
|      |              |     | Trận | Trận | Điểm | Điểm | Điểm  | Set | Set | Set   |
| Hạng | Đội          | Pts | W    | L    | W    | L    | Tỉ lệ | W   | L   | Tỉ lệ |
| ---- | ------------ | --- | ---- | ---- | ---- | ---- | ----- | --- | --- | ----- |
| 1    | Iran         | 8   | 4    | 0    | 306  | 214  | 1.430 | 12  | 0   | MAX   |
| 2    | Ả Rập Xê Út  | 7   | 3    | 1    | 331  | 307  | 1.078 | 9   | 5   | 1.800 |
| 3    | Indonesia    | 6   | 2    | 2    | 336  | 334  | 1.006 | 7   | 8   | 0.875 |
| 4    | Turkmenistan | 5   | 1    | 3    | 302  | 329  | 0.918 | 5   | 9   | 0.556 |
| 5    | Mông Cổ      | 4   | 0    | 4    | 231  | 322  | 0.717 | 1   | 12  | 0.083 |

| Ngày        | Thời gian |              | Điểm |              | Set 1 | Set 2 | Set 3 | Set 4 | Set 5 | Tổng    | Nguồn   |
| ----------- | --------- | ------------ | ---- | ------------ | ----- | ----- | ----- | ----- | ----- | ------- | ------- |
| 13 tháng 11 | 14:00     | Indonesia    | 3–2  | Turkmenistan | 20–25 | 26–24 | 26–28 | 25–21 | 15–12 | 112–110 |         |
| 13 tháng 11 | 16:00     | Iran         | 3–0  | Mông Cổ      | 25–12 | 25–9  | 25–13 |       |       | 75–34   |         |
| 14 tháng 11 | 18:00     | Turkmenistan | 0–3  | Iran         | 10–25 | 17–25 | 27–29 |       |       | 54–79   |         |
| 14 tháng 11 | 20:00     | Ả Rập Xê Út  | 3–1  | Indonesia    | 19–25 | 25–19 | 25–22 | 25–22 |       | 94–88   |         |
| 15 tháng 11 | 14:00     | Iran         | 3–0  | Ả Rập Xê Út  | 25–20 | 25–20 | 27–25 |       |       | 77–65   |         |
| 15 tháng 11 | 16:00     | Mông Cổ      | 0–3  | Turkmenistan | 19–25 | 21–25 | 23–25 |       |       | 63–75   |         |
| 16 tháng 11 | 18:00     | Indonesia    | 0–3  | Iran         | 15–25 | 23–25 | 23–25 |       |       | 61–75   | Báo cáo |
| 16 tháng 11 | 20:00     | Ả Rập Xê Út  | 3–1  | Mông Cổ      | 25–15 | 22–25 | 25–19 | 25–20 |       | 97–79   | Báo cáo |
| 17 tháng 11 | 14:00     | Mông Cổ      | 0–3  | Indonesia    | 22–25 | 17–25 | 16–25 |       |       | 55–75   | Báo cáo |
| 17 tháng 11 | 16:00     | Turkmenistan | 0–3  | Ả Rập Xê Út  | 18–25 | 23–25 | 22–25 |       |       | 63–75   | Báo cáo |

#### Bảng D
|      |                         |     | Trận | Trận | Điểm | Điểm | Điểm  | Set | Set | Set   |
| Hạng | Đội                     | Pts | W    | L    | W    | L    | Tỉ lệ | W   | L   | Tỉ lệ |
| ---- | ----------------------- | --- | ---- | ---- | ---- | ---- | ----- | --- | --- | ----- |
| 1    | Nhật Bản                | 8   | 4    | 0    | 307  | 186  | 1.651 | 12  | 0   | MAX   |
| 2    | Qatar                   | 7   | 3    | 1    | 323  | 277  | 1.166 | 9   | 5   | 1.800 |
| 3    | Vận động viên từ Kuwait | 6   | 2    | 2    | 314  | 312  | 1.006 | 8   | 7   | 1.143 |
| 4    | Myanmar                 | 5   | 1    | 3    | 238  | 299  | 0.796 | 4   | 9   | 0.444 |
| 5    | Hồng Kông               | 4   | 0    | 4    | 192  | 300  | 0.640 | 0   | 12  | 0.000 |

| Ngày        | Thời gian |                         | Điểm |                         | Set 1 | Set 2 | Set 3 | Set 4 | Set 5 | Tổng   | Nguồn   |
| ----------- | --------- | ----------------------- | ---- | ----------------------- | ----- | ----- | ----- | ----- | ----- | ------ | ------- |
| 13 tháng 11 | 18:00     | Myanmar                 | 3–0  | Hồng Kông               | 25–21 | 25–17 | 25–13 |       |       | 75–51  |         |
| 13 tháng 11 | 20:00     | Vận động viên từ Kuwait | 2–3  | Qatar                   | 25–20 | 18–25 | 12–25 | 26–24 | 12–15 | 93–109 |         |
| 14 tháng 11 | 14:00     | Hồng Kông               | 0–3  | Vận động viên từ Kuwait | 17–25 | 18–25 | 16–25 |       |       | 51–75  |         |
| 14 tháng 11 | 16:00     | Nhật Bản                | 3–0  | Myanmar                 | 25–12 | 25–14 | 25–9  |       |       | 75–35  |         |
| 15 tháng 11 | 18:00     | Vận động viên từ Kuwait | 0–3  | Nhật Bản                | 19–25 | 17–25 | 12–25 |       |       | 48–75  |         |
| 15 tháng 11 | 20:00     | Qatar                   | 3–0  | Hồng Kông               | 25–17 | 25–19 | 25–15 |       |       | 75–51  |         |
| 16 tháng 11 | 14:00     | Myanmar                 | 1–3  | Vận động viên từ Kuwait | 19–25 | 22–25 | 25–23 | 11–25 |       | 77–98  | Báo cáo |
| 16 tháng 11 | 16:00     | Nhật Bản                | 3–0  | Qatar                   | 25–19 | 25–15 | 32–30 |       |       | 82–64  | Báo cáo |
| 17 tháng 11 | 18:00     | Qatar                   | 3–0  | Myanmar                 | 25–15 | 25–18 | 25–18 |       |       | 75–51  | Báo cáo |
| 17 tháng 11 | 20:00     | Hồng Kông               | 0–3  | Nhật Bản                | 11–25 | 16–25 | 12–25 |       |       | 39–75  | Báo cáo |

### Vòng hai
- Kết quả và điểm của những trận đấu giữa các đội đã chơi trong vòng sơ khảo sẽ được thêm vào tài khoản ở vòng hai.

#### Bảng E
|      |             |     | Trận | Trận | Điểm | Điểm | Điểm  | Set | Set | Set   |
| Hạng | Đội         | Pts | W    | L    | W    | L    | Tỉ lệ | W   | L   | Tỉ lệ |
| ---- | ----------- | --- | ---- | ---- | ---- | ---- | ----- | --- | --- | ----- |
| 1    | Iran        | 6   | 3    | 0    | 231  | 189  | 1.222 | 9   | 0   | MAX   |
| 2    | Trung Quốc  | 5   | 2    | 1    | 234  | 220  | 1.064 | 6   | 4   | 1.500 |
| 3    | Thái Lan    | 4   | 1    | 2    | 263  | 288  | 0.913 | 4   | 8   | 0.500 |
| 4    | Ả Rập Xê Út | 3   | 0    | 3    | 230  | 261  | 0.881 | 2   | 9   | 0.222 |

| Ngày        | Thời gian |            | Điểm |             | Set 1 | Set 2 | Set 3 | Set 4 | Set 5 | Tổng    | Nguồn   |
| ----------- | --------- | ---------- | ---- | ----------- | ----- | ----- | ----- | ----- | ----- | ------- | ------- |
| 19 tháng 11 | 18:00     | Iran       | 3–0  | Thái Lan    | 25–17 | 27–25 | 25–21 |       |       | 77–63   | Báo cáo |
| 19 tháng 11 | 20:00     | Trung Quốc | 3–0  | Ả Rập Xê Út | 25–20 | 25–15 | 25–17 |       |       | 75–52   | Báo cáo |
| 20 tháng 11 | 18:00     | Thái Lan   | 3–2  | Ả Rập Xê Út | 25–23 | 27–25 | 20–25 | 20–25 | 17–15 | 109–113 | Báo cáo |
| 20 tháng 11 | 20:00     | Trung Quốc | 0–3  | Iran        | 17–25 | 19–25 | 25–27 |       |       | 61–77   | Báo cáo |

#### Bảng F
|      |          |     | Trận | Trận | Điểm | Điểm | Điểm  | Set | Set | Set   |
| Hạng | Đội      | Pts | W    | L    | W    | L    | Tỉ lệ | W   | L   | Tỉ lệ |
| ---- | -------- | --- | ---- | ---- | ---- | ---- | ----- | --- | --- | ----- |
| 1    | Hàn Quốc | 6   | 3    | 0    | 246  | 207  | 1.188 | 9   | 1   | 9.000 |
| 2    | Ấn Độ    | 5   | 2    | 1    | 245  | 228  | 1.075 | 6   | 5   | 1.200 |
| 3    | Nhật Bản | 4   | 1    | 2    | 280  | 272  | 1.029 | 6   | 6   | 1.000 |
| 4    | Qatar    | 3   | 0    | 3    | 168  | 232  | 0.724 | 0   | 9   | 0.000 |

| Ngày        | Thời gian |          | Điểm |          | Set 1 | Set 2 | Set 3 | Set 4 | Set 5 | Tổng    | Nguồn   |
| ----------- | --------- | -------- | ---- | -------- | ----- | ----- | ----- | ----- | ----- | ------- | ------- |
| 19 tháng 11 | 14:00     | Hàn Quốc | 3–0  | Qatar    | 25–16 | 25–22 | 25–18 |       |       | 75–56   | Báo cáo |
| 19 tháng 11 | 16:00     | Nhật Bản | 2–3  | Ấn Độ    | 20–25 | 19–25 | 25–21 | 28–26 | 13–15 | 105–112 | Báo cáo |
| 20 tháng 11 | 14:00     | Ấn Độ    | 3–0  | Qatar    | 25–15 | 25–13 | 25–20 |       |       | 75–48   | Báo cáo |
| 20 tháng 11 | 16:00     | Hàn Quốc | 3–1  | Nhật Bản | 25–23 | 21–25 | 25–23 | 25–22 |       | 96–93   | Báo cáo |

#### Bảng G
|      |                   |     | Trận | Trận | Điểm | Điểm | Điểm  | Set | Set | Set   |
| Hạng | Đội               | Pts | W    | L    | W    | L    | Tỉ lệ | W   | L   | Tỉ lệ |
| ---- | ----------------- | --- | ---- | ---- | ---- | ---- | ----- | --- | --- | ----- |
| 1    | Pakistan          | 6   | 3    | 0    | 289  | 273  | 1.059 | 9   | 4   | 2.250 |
| 2    | Đài Bắc Trung Hoa | 5   | 2    | 1    | 252  | 206  | 1.223 | 8   | 3   | 2.667 |
| 3    | Indonesia         | 4   | 1    | 2    | 275  | 293  | 0.939 | 5   | 8   | 0.625 |
| 4    | Turkmenistan      | 3   | 0    | 3    | 220  | 264  | 0.833 | 2   | 9   | 0.222 |

| Ngày        | Thời gian |                   | Điểm |                   | Set 1 | Set 2 | Set 3 | Set 4 | Set 5 | Tổng    | Nguồn   |
| ----------- | --------- | ----------------- | ---- | ----------------- | ----- | ----- | ----- | ----- | ----- | ------- | ------- |
| 19 tháng 11 | 14:00     | Pakistan          | 3–0  | Turkmenistan      | 25–19 | 25–19 | 27–25 |       |       | 77–63   | Báo cáo |
| 19 tháng 11 | 16:00     | Indonesia         | 0–3  | Đài Bắc Trung Hoa | 18–25 | 23–25 | 14–25 |       |       | 55–75   | Báo cáo |
| 20 tháng 11 | 14:00     | Đài Bắc Trung Hoa | 3–0  | Turkmenistan      | 25–17 | 25–16 | 25–15 |       |       | 75–47   | Báo cáo |
| 20 tháng 11 | 16:00     | Pakistan          | 3–2  | Indonesia         | 25–22 | 23–25 | 20–25 | 25–23 | 15–13 | 108–108 | Báo cáo |

#### Bảng H
|      |                         |     | Trận | Trận | Điểm | Điểm | Điểm  | Set | Set | Set   |
| Hạng | Đội                     | Pts | W    | L    | W    | L    | Tỉ lệ | W   | L   | Tỉ lệ |
| ---- | ----------------------- | --- | ---- | ---- | ---- | ---- | ----- | --- | --- | ----- |
| 1    | Kazakhstan              | 6   | 3    | 0    | 266  | 198  | 1.343 | 9   | 2   | 4.500 |
| 2    | Vận động viên từ Kuwait | 5   | 2    | 1    | 275  | 270  | 1.019 | 7   | 6   | 1.167 |
| 3    | Myanmar                 | 4   | 1    | 2    | 199  | 233  | 0.854 | 4   | 6   | 0.667 |
| 4    | Việt Nam                | 3   | 0    | 3    | 236  | 275  | 0.858 | 3   | 9   | 0.333 |

| Ngày        | Thời gian |                         | Điểm |                         | Set 1 | Set 2 | Set 3 | Set 4 | Set 5 | Tổng   | Nguồn   |
| ----------- | --------- | ----------------------- | ---- | ----------------------- | ----- | ----- | ----- | ----- | ----- | ------ | ------- |
| 19 tháng 11 | 18:00     | Kazakhstan              | 3–0  | Myanmar                 | 25–14 | 25–11 | 25–22 |       |       | 75–47  | Báo cáo |
| 19 tháng 11 | 20:00     | Vận động viên từ Kuwait | 3–2  | Việt Nam                | 20–25 | 25–23 | 25–16 | 19–25 | 15–9  | 104–98 | Báo cáo |
| 20 tháng 11 | 18:00     | Việt Nam                | 0–3  | Myanmar                 | 21–25 | 21–25 | 18–25 |       |       | 60–75  | Báo cáo |
| 20 tháng 11 | 20:00     | Kazakhstan              | 3–1  | Vận động viên từ Kuwait | 20–25 | 25–20 | 25–11 | 25–17 |       | 95–73  | Báo cáo |

### Vị trí 13–16
|  | Vị trí 13–16 | Vị trí 13–16 |              |   | Vị trí 13–14 | Vị trí 13–14 |
|  |              |              |              |   |              |              |
|  | 21 tháng 11  |              |              |   |              |              |
|  |              |              |              |   |              |              |
|  | Indonesia    | 3            |              |   |              |              |
|  | Indonesia    | 3            | 23 tháng 11  |   |              |              |
|  | Việt Nam     | 2            |              |   |              |              |
|  | Việt Nam     | 2            | Indonesia    | 3 |              |              |
|  | 21 tháng 11  |              | Indonesia    | 3 |              |              |
|  |              | Myanmar      | 1            |   |              |              |
|  | Myanmar      | Myanmar      | 1            | 3 |              |              |
|  | Myanmar      |              |              | 3 |              |              |
|  | Turkmenistan | 0            |              |   |              |              |
|  | Turkmenistan | 0            | Vị trí 15–16 |   |              |              |
|  |              |              |              |   |              |              |
|  | 23 tháng 11  |              |              |   |              |              |
|  |              |              |              |   |              |              |
|  | Việt Nam     | 1            |              |   |              |              |
|  | Việt Nam     | 1            |              |   |              |              |
|  | Turkmenistan | 3            |              |   |              |              |

#### Bán kết
| Ngày        | Thời gian |           | Điểm |              | Set 1 | Set 2 | Set 3 | Set 4 | Set 5 | Tổng    | Nguồn   |
| ----------- | --------- | --------- | ---- | ------------ | ----- | ----- | ----- | ----- | ----- | ------- | ------- |
| 21 tháng 11 | 14:00     | Indonesia | 3–2  | Việt Nam     | 22–25 | 22–25 | 25–20 | 25–23 | 15–12 | 109–105 | Báo cáo |
| 21 tháng 11 | 16:00     | Myanmar   | 3–0  | Turkmenistan | 28–26 | 25–15 | 25–14 |       |       | 78–55   | Báo cáo |

#### Vị trí 15–16
| Ngày        | Thời gian |          | Điểm |              | Set 1 | Set 2 | Set 3 | Set 4 | Set 5 | Tổng  | Nguồn   |
| ----------- | --------- | -------- | ---- | ------------ | ----- | ----- | ----- | ----- | ----- | ----- | ------- |
| 23 tháng 11 | 14:00     | Việt Nam | 1–3  | Turkmenistan | 16–25 | 19–25 | 25–20 | 23–25 |       | 83–95 | Báo cáo |

#### Vị trí 13–14
| Ngày        | Thời gian |           | Điểm |         | Set 1 | Set 2 | Set 3 | Set 4 | Set 5 | Tổng  | Nguồn   |
| ----------- | --------- | --------- | ---- | ------- | ----- | ----- | ----- | ----- | ----- | ----- | ------- |
| 23 tháng 11 | 16:00     | Indonesia | 3–1  | Myanmar | 19–25 | 25–18 | 25–22 | 25–20 |       | 94–85 | Báo cáo |

### Vị trí 9–12
|  | Vị trí 9–12             | Vị trí 9–12 |              |   | Vị trí 9–10 | Vị trí 9–10 |
|  |                         |             |              |   |             |             |
|  | 21 tháng 11             |             |              |   |             |             |
|  |                         |             |              |   |             |             |
|  | Pakistan                | 3           |              |   |             |             |
|  | Pakistan                | 3           | 23 tháng 11  |   |             |             |
|  | Vận động viên từ Kuwait | 0           |              |   |             |             |
|  | Vận động viên từ Kuwait | 0           | Pakistan     | 0 |             |             |
|  | 21 tháng 11             |             | Pakistan     | 0 |             |             |
|  |                         | Kazakhstan  | 3            |   |             |             |
|  | Kazakhstan              | Kazakhstan  | 3            | 3 |             |             |
|  | Kazakhstan              |             |              | 3 |             |             |
|  | Đài Bắc Trung Hoa       | 2           |              |   |             |             |
|  | Đài Bắc Trung Hoa       | 2           | Vị trí 11–12 |   |             |             |
|  |                         |             |              |   |             |             |
|  | 23 tháng 11             |             |              |   |             |             |
|  |                         |             |              |   |             |             |
|  | Vận động viên từ Kuwait | 0           |              |   |             |             |
|  | Vận động viên từ Kuwait | 0           |              |   |             |             |
|  | Đài Bắc Trung Hoa       | 3           |              |   |             |             |

#### Bán kết
| Ngày        | Thời gian |            | Điểm |                         | Set 1 | Set 2 | Set 3 | Set 4 | Set 5 | Tổng    | Nguồn   |
| ----------- | --------- | ---------- | ---- | ----------------------- | ----- | ----- | ----- | ----- | ----- | ------- | ------- |
| 21 tháng 11 | 18:00     | Pakistan   | 3–0  | Vận động viên từ Kuwait | 27–25 | 25–21 | 25–21 |       |       | 77–67   | Báo cáo |
| 21 tháng 11 | 20:00     | Kazakhstan | 3–2  | Đài Bắc Trung Hoa       | 26–24 | 25–27 | 25–22 | 23–25 | 23–21 | 122–119 | Báo cáo |

#### Vị trí 11–12
| Ngày        | Thời gian |                         | Điểm |                   | Set 1 | Set 2 | Set 3 | Set 4 | Set 5 | Tổng  | Nguồn   |
| ----------- | --------- | ----------------------- | ---- | ----------------- | ----- | ----- | ----- | ----- | ----- | ----- | ------- |
| 23 tháng 11 | 18:00     | Vận động viên từ Kuwait | 0–3  | Đài Bắc Trung Hoa | 23–25 | 18–25 | 22–25 |       |       | 63–75 | Báo cáo |

#### Vị trí 9–10
| Ngày        | Thời gian |          | Điểm |            | Set 1 | Set 2 | Set 3 | Set 4 | Set 5 | Tổng  | Nguồn   |
| ----------- | --------- | -------- | ---- | ---------- | ----- | ----- | ----- | ----- | ----- | ----- | ------- |
| 23 tháng 11 | 20:00     | Pakistan | 0–3  | Kazakhstan | 21–25 | 22–25 | 29–31 |       |       | 72–81 | Báo cáo |

### Vòng cuối
|  | Tứ kết      | Tứ kết      |             |   | Bán kết               | Bán kết               |  |  | Tranh huy chương vàng | Tranh huy chương vàng |
|  |             |             |             |   |                       |                       |  |  |                       |                       |
|  | 21 tháng 11 |             |             |   |                       |                       |  |  |                       |                       |
|  |             |             |             |   |                       |                       |  |  |                       |                       |
|  | Hàn Quốc    | 3           |             |   |                       |                       |  |  |                       |                       |
|  | Hàn Quốc    | 3           | 24 tháng 11 |   |                       |                       |  |  |                       |                       |
|  | Ả Rập Xê Út | 0           |             |   |                       |                       |  |  |                       |                       |
|  | Ả Rập Xê Út | 0           | Hàn Quốc    | 2 |                       |                       |  |  |                       |                       |
|  | 21 tháng 11 |             | Hàn Quốc    | 2 |                       |                       |  |  |                       |                       |
|  |             | Nhật Bản    | 3           |   |                       |                       |  |  |                       |                       |
|  | Trung Quốc  | Nhật Bản    | 3           | 0 |                       |                       |  |  |                       |                       |
|  | Trung Quốc  |             | 26 tháng 11 | 0 |                       |                       |  |  |                       |                       |
|  | Nhật Bản    | 3           |             |   |                       |                       |  |  |                       |                       |
|  | Nhật Bản    | 3           | Nhật Bản    | 3 |                       |                       |  |  |                       |                       |
|  | 21 tháng 11 |             | Nhật Bản    | 3 |                       |                       |  |  |                       |                       |
|  |             | Iran        | 1           |   |                       |                       |  |  |                       |                       |
|  | Iran        | Iran        | 1           | 3 |                       |                       |  |  |                       |                       |
|  | Iran        | 24 tháng 11 |             | 3 |                       |                       |  |  |                       |                       |
|  | Qatar       | 1           |             |   |                       |                       |  |  |                       |                       |
|  | Qatar       | 1           | Iran        | 3 |                       |                       |  |  |                       |                       |
|  | 21 tháng 11 |             | Iran        | 3 |                       |                       |  |  |                       |                       |
|  |             | Thái Lan    | 0           |   | Tranh huy chương đồng | Tranh huy chương đồng |  |  |                       |                       |
|  | Ấn Độ       | Thái Lan    | 0           | 0 | Tranh huy chương đồng | Tranh huy chương đồng |  |  |                       |                       |
|  | Ấn Độ       |             | 26 tháng 11 | 0 |                       |                       |  |  |                       |                       |
|  | Thái Lan    | 3           |             |   |                       |                       |  |  |                       |                       |
|  | Thái Lan    | 3           | Hàn Quốc    | 3 |                       |                       |  |  |                       |                       |
|  |             |             |             |   |                       |                       |  |  |                       |                       |
|  | Thái Lan    | 0           |             |   |                       |                       |  |  |                       |                       |
|  | Thái Lan    | 0           |             |   |                       |                       |  |  |                       |                       |

|  | Vị trí 5–8  | Vị trí 5–8 |             |   | Vị trí 5–6 | Vị trí 5–6 |
|  |             |            |             |   |            |            |
|  | 24 tháng 11 |            |             |   |            |            |
|  |             |            |             |   |            |            |
|  | Qatar       | 0          |             |   |            |            |
|  | Qatar       | 0          | 26 tháng 11 |   |            |            |
|  | Ấn Độ       | 3          |             |   |            |            |
|  | Ấn Độ       | 3          | Ấn Độ       | 0 |            |            |
|  | 24 tháng 11 |            | Ấn Độ       | 0 |            |            |
|  |             | Trung Quốc | 3           |   |            |            |
|  | Ả Rập Xê Út | Trung Quốc | 3           | 0 |            |            |
|  | Ả Rập Xê Út |            |             | 0 |            |            |
|  | Trung Quốc  | 3          |             |   |            |            |
|  | Trung Quốc  | 3          | Vị trí 7–8  |   |            |            |
|  |             |            |             |   |            |            |
|  | 26 tháng 11 |            |             |   |            |            |
|  |             |            |             |   |            |            |
|  | Qatar       | 0          |             |   |            |            |
|  | Qatar       | 0          |             |   |            |            |
|  | Ả Rập Xê Út | 3          |             |   |            |            |

#### Tứ kết
| Ngày        | Thời gian |            | Điểm |             | Set 1 | Set 2 | Set 3 | Set 4 | Set 5 | Tổng  | Nguồn   |
| ----------- | --------- | ---------- | ---- | ----------- | ----- | ----- | ----- | ----- | ----- | ----- | ------- |
| 21 tháng 11 | 14:00     | Trung Quốc | 0–3  | Nhật Bản    | 14–25 | 22–25 | 23–25 |       |       | 59–75 | Báo cáo |
| 21 tháng 11 | 16:00     | Ấn Độ      | 0–3  | Thái Lan    | 20–25 | 23–25 | 22–25 |       |       | 65–75 | Báo cáo |
| 21 tháng 11 | 18:00     | Hàn Quốc   | 3–0  | Ả Rập Xê Út | 25–19 | 25–19 | 25–17 |       |       | 75–55 | Báo cáo |
| 21 tháng 11 | 20:00     | Iran       | 3–1  | Qatar       | 16–25 | 25–16 | 25–23 | 25–14 |       | 91–78 | Báo cáo |

#### Vị trí 5–8
| Ngày        | Thời gian |             | Điểm |            | Set 1 | Set 2 | Set 3 | Set 4 | Set 5 | Tổng  | Nguồn   |
| ----------- | --------- | ----------- | ---- | ---------- | ----- | ----- | ----- | ----- | ----- | ----- | ------- |
| 24 tháng 11 | 14:00     | Qatar       | 0–3  | Ấn Độ      | 23–25 | 16–25 | 17–25 |       |       | 56–75 | Báo cáo |
| 24 tháng 11 | 16:00     | Ả Rập Xê Út | 0–3  | Trung Quốc | 20–25 | 21–25 | 15–25 |       |       | 56–75 | Báo cáo |

#### Bán kết
| Ngày        | Thời gian |          | Điểm |          | Set 1 | Set 2 | Set 3 | Set 4 | Set 5 | Tổng    | Nguồn   |
| ----------- | --------- | -------- | ---- | -------- | ----- | ----- | ----- | ----- | ----- | ------- | ------- |
| 24 tháng 11 | 18:00     | Hàn Quốc | 2–3  | Nhật Bản | 27–25 | 25–21 | 19–25 | 20–25 | 12–15 | 103–111 | Báo cáo |
| 24 tháng 11 | 20:00     | Iran     | 3–0  | Thái Lan | 25–16 | 25–21 | 25–16 |       |       | 75–53   | Báo cáo |

#### Tranh vị trí 7–8
| Ngày        | Thời gian |       | Điểm |             | Set 1 | Set 2 | Set 3 | Set 4 | Set 5 | Tổng  | Nguồn   |
| ----------- | --------- | ----- | ---- | ----------- | ----- | ----- | ----- | ----- | ----- | ----- | ------- |
| 26 tháng 11 | 18:00     | Qatar | 0–3  | Ả Rập Xê Út | 22–25 | 26–28 | 26–28 |       |       | 74–81 | Báo cáo |

#### Tranh vị trí 5–6
| Ngày        | Thời gian |       | Điểm |            | Set 1 | Set 2 | Set 3 | Set 4 | Set 5 | Tổng  | Nguồn   |
| ----------- | --------- | ----- | ---- | ---------- | ----- | ----- | ----- | ----- | ----- | ----- | ------- |
| 26 tháng 11 | 20:00     | Ấn Độ | 0–3  | Trung Quốc | 18–25 | 17–25 | 18–25 |       |       | 53–75 | Báo cáo |

#### Tranh huy chương đồng
| Ngày        | Thời gian |          | Điểm |          | Set 1 | Set 2 | Set 3 | Set 4 | Set 5 | Tổng  | Nguồn   |
| ----------- | --------- | -------- | ---- | -------- | ----- | ----- | ----- | ----- | ----- | ----- | ------- |
| 26 tháng 11 | 19:00     | Hàn Quốc | 3–0  | Thái Lan | 25–19 | 25–17 | 28–26 |       |       | 78–62 | Báo cáo |

#### Tranh huy chương vàng
| Ngày        | Thời gian |          | Điểm |      | Set 1 | Set 2 | Set 3 | Set 4 | Set 5 | Tổng  | Nguồn   |
| ----------- | --------- | -------- | ---- | ---- | ----- | ----- | ----- | ----- | ----- | ----- | ------- |
| 26 tháng 11 | 21:00     | Nhật Bản | 3–1  | Iran | 25–19 | 25–13 | 23–25 | 25–18 |       | 98–75 | Báo cáo |

## Bảng xếp hạng
| Hạng | Đội                     | Pld | W | L |
| ---- | ----------------------- | --- | - | - |
| 1    | Nhật Bản                | 9   | 7 | 2 |
| 2    | Iran                    | 9   | 8 | 1 |
| 3    | Hàn Quốc                | 8   | 7 | 1 |
| 4    | Thái Lan                | 8   | 4 | 4 |
| 5    | Trung Quốc              | 8   | 6 | 2 |
| 6    | Ấn Độ                   | 8   | 5 | 3 |
| 7    | Ả Rập Xê Út             | 9   | 4 | 5 |
| 8    | Qatar                   | 9   | 3 | 6 |
| 9    | Kazakhstan              | 7   | 5 | 2 |
| 10   | Pakistan                | 7   | 4 | 3 |
| 11   | Đài Bắc Trung Hoa       | 7   | 3 | 4 |
| 12   | Vận động viên từ Kuwait | 8   | 3 | 5 |
| 13   | Indonesia               | 8   | 4 | 4 |
| 14   | Myanmar                 | 8   | 3 | 5 |
| 15   | Turkmenistan            | 8   | 2 | 6 |
| 16   | Việt Nam                | 7   | 0 | 7 |
| 17   | Hồng Kông               | 4   | 0 | 4 |
| 17   | Mông Cổ                 | 4   | 0 | 4 |

## Liên kết
- Trang chính thức Lưu trữ ngày 9 tháng 3 năm 2012 tại Wayback Machine